# Rolls-Royce Phantom Majestic
Rolls-Royce Phantom Majestic – samochód osobowy klasy ultraluksusowej wyprodukowany pod brytyjską marką Rolls-Royce w 1995 roku oraz jako Rolls-Royce Statesman w 1997 roku.

## Historia i opis modelu
W pierwszej połiwie lat 90. XX wieku najważniejszym klientem należącego wówczas do koncernu Vickers sojuszu Rolls-Royce-Bentley był sułtan Brunei Hassanal Bolkiah. Pierwszej z firm zlecił on wówczas budowę kilku unikatowych limuzyn do swojej floty, wśród których znalazł się model Phantom Majestic. Choć regularna limuzyna o takiej nazwie wycofana została z produkcji w 1990 bez kontynuacji, tak na potrzeby specjalnego zamówienia monarchy rozważana i niezrealizowana koncepcja kolejnej generacji została ostatecznie wykorzystana.
Wstępny projekt brytyjskich stylistów rozwinęło stowarzyszone z Rolls-Royce'm angielskie studio projektowe Abbey Panels z Coventry, które nadało Phantomowi Majestic klasyczne proporcje smukłej limuzyny w stylu retro. Dwubarwnie malowane nadwozie wzbogaciły podwójne okrągłe reflektory, liczne akcenty z chromu i tylne drzwi otwierane pod wiatr. Nadwozie oparto na aluminiowej strukturze, umożliwiając transport do 7 pasażerów.
Do napędu Rolls-Royce'a Phantoma Majestic wykorzystany został 6,75-litrowy silnik benzynowy typu V8, który zapożyczony został z modelu Silver Spur. W ten sposób, wzmocniona jednostka rozwijała moc 304 KM i przenosiła moc na tylną oś przy pomocy automatycznej skrzyni biegów.

### Statesman
Dwa lata po wyprodukowaniu Phantomów Majestic, Hassanal Bolkiah zdecydował się na zlecenie budowy jeszcze 2 kolejnych egzemplarzy unikatowej limuzyny. Doświadczenia z angielskim Abbey Panels nie było zadowalające, dlatego zdecydowano się na znalezienie nowego kontraktora. Wybrano francuską firmę Heuliez, która w 1997 roku nieznacznie przeprojektowała nadwozie i pod nazwą Rolls-Royce Statesman ukończyła 2 samochody, które były zarazem ostatnimi unikatowymi projektami Rolls-Royce'a dla sułtana Brunei.

### Sprzedaż
Rolls-Royce Phantom Majestic pod tą nazwą powstał na specjalne i zarazem wyłączne zamówienie sułtana Brunei. Limitowana seria 4 egzemplarzy została zbudowana w zakładach Abbey Panels w Coventry, z czego wszystkie zostały skompletowane i wysłane do azjatyckiej monarchii w 1995 roku.

### Silnik
- V8 6,75 l 304 KM.